# 苗市镇
苗市镇，是中华人民共和国湖南省张家界市慈利县下辖的一个乡镇级行政单位。

## 行政区划
苗市镇下辖以下地区：
苗市社区、黄花村、保安村、六王村、一斗界村、斗量村、新苍村、新星村、小沙村、麻王村、高桥村、碗田村、栗树村、大兴村、天星村、关脉村、明月村、东洋村、荷花村、洞湾村、界溪村、东岳村、龙阳村、茶林村和白龙村。